# Saab 18
 (décembre 2018).
Si vous disposez d'ouvrages ou d'articles de référence ou si vous connaissez des sites web de qualité traitant du thème abordé ici, merci de compléter l'article en donnant les références utiles à sa vérifiabilité et en les liant à la section « Notes et références ».
Le SaaB 18 était un bombardier bimoteur, conçu et construit par Svenska Aeroplan AB (SAAB) pour être utilisé par l’Armée de l’air suédoise en réponse à une compétition de conception de 1938. En raison de retards, il n'est entré en service qu'en 1944, mais est rapidement devenu le bombardier suédois standard. Il servit comme bombardier, avion de reconnaissance ou même d’attaque au sol, mais il a également contribué au développement de sièges éjectables et de missiles guidés air-sol jusqu’à son remplacement par le Saab Lansen à la fin des années 1950.

## Conception et développement
Destiné à remplacer le Junkers Ju 86 en service dans l'armée de l'air suédoise, l'étude qui mena au Saab 18 était à la base celle d'un avion de reconnaissance rapide à trois places, lancée via une compétition par l'armée de l'air pour ses besoins.
AB Svenska Järnvägsverkstädernas Aeroplanavdelning (en) (ASJA), SAAB et AB Götaverken (GV) envoient des modèles au bureau d'études de l’armée de l’air suédoise. Le GP8 de GV semblait être la solution la mieux adaptée. Cependant, en raison de son coût élevé et du départ de son concepteur en chef, SAAB -ayant fusionné avec ASJA entre-temps- s'est vu attribuer un contrat pour le développement de leur conception, qui donnerait site plus tard au Saab 18.
Un certain nombre d'Américains faisant partie du personnel de conception de SAAB et d'ASJA, la conception du Saab 18 partageait certaines similitudes avec le design des appareils américains. Le déclenchement de la Seconde Guerre mondiale en 1939 entraîna un changement de priorités de l'armée de l'air suédoise et la production du Saab 17 fut accélérée, ce au détriment des travaux sur le Saab 18, qui subit une modification de ses exigences de conception qui répondait désormais à celles d'un bombardier moyen. Du fait de ces nouvelles exigences et spécifications requises, le premier vol de l’avion fut retardé jusqu’au 19 juin 1942.
Embarquant un équipage de trois personnes (un pilote et un navigateur sous une verrière décalée et un bombardier dans le nez), le prototype du Saab 18 était un monoplan à aile médiane pourvu d'un empennage à deux stabilisateurs verticaux et était propulsé par deux moteurs radiaux Pratt & Whitney R-1830 Twin Wasp. L’armement se composait de trois mitrailleuses de 13,2 mm, l’une dirigée vers l’avant et contrôlée par le pilote, les autres étant montées sur des supports défensifs flexibles destinés au navigateur et au bombardier. Jusqu'à 1 000 kg de bombes pouvaient être transportés dans une baie interne, tandis que jusqu'à huit autres bombes de 50 kilos pouvaient être fixées sur des pylônes sous les ailes de l'avion.
Les premiers essais en vol démontrèrent que l'avion était sous-motorisé. Toutefois, comme il était impossible d’acquérir des moteurs plus puissants à ce moment-là, le Saab 18 fut mis en production en versions bombardier (B 18A) et reconnaissance (S 18A).

## Histoire opérationnelle
Le B 18A fut le premier modèle à entrer en service en juin 1944 et est rapidement devenu le bombardier moyen standard suédois. Lorsque les moteurs en ligne refroidis par air Daimler-Benz DB 605 qui étaient construits sous licence devinrent disponibles, ils furent intégrés au B 18B, qui a vola pour la première fois le 10 juillet 1944.
Commandé et mis en production en tant que bombardier en piqué, le modèle 18B fut perfectionné pour devenir le T 18B, qui devait être une variante bombardier torpilleur. En raison de difficultés rencontrées avec les torpilles, le T 18B fut transformé en un avion d’attaque au sol lourd, muni d’un canon automatique de 57 mm m/47 disposé sous le nez de l'appareil.
À la fin des années 1940, le poste du troisième membre d'équipage fut supprimé, ce qui avait réduit l'équipage de l'avion à deux. L'arrivée des missiles air-sol et l'amélioration des viseurs de bombardement ont éliminé la nécessité d'un poste de bombardier. À ce moment-là, le Saab 18 avait acquis la réputation de souffrir d’un taux d'usure élevé, ce qui avait conduit à la décision de doter tous les avions survivants de sièges éjectables pour le pilote et le navigateur/tireur.
La Saab 18 fut produit 245 exemplaires au total, le dernier T 18B ayant été livré en 1948. Il fut utilisé pour les essais des premiers missiles air-sol suédois. L'avion resta l'une des plates-formes d'attaque au sol et de reconnaissance suédoises jusqu'à la fin des années 1950, lorsqu’il fut remplacé par le Saab 32 Lansen, alors que les B 18B et T 18B furent remplacés par des A 32A (version initiale du Saab 32) en 1958. Les derniers S 18A furent ensuite remplacés par des S 32C (version de reconnaissance du Saab 32) en 1959.

## Appareils survivants

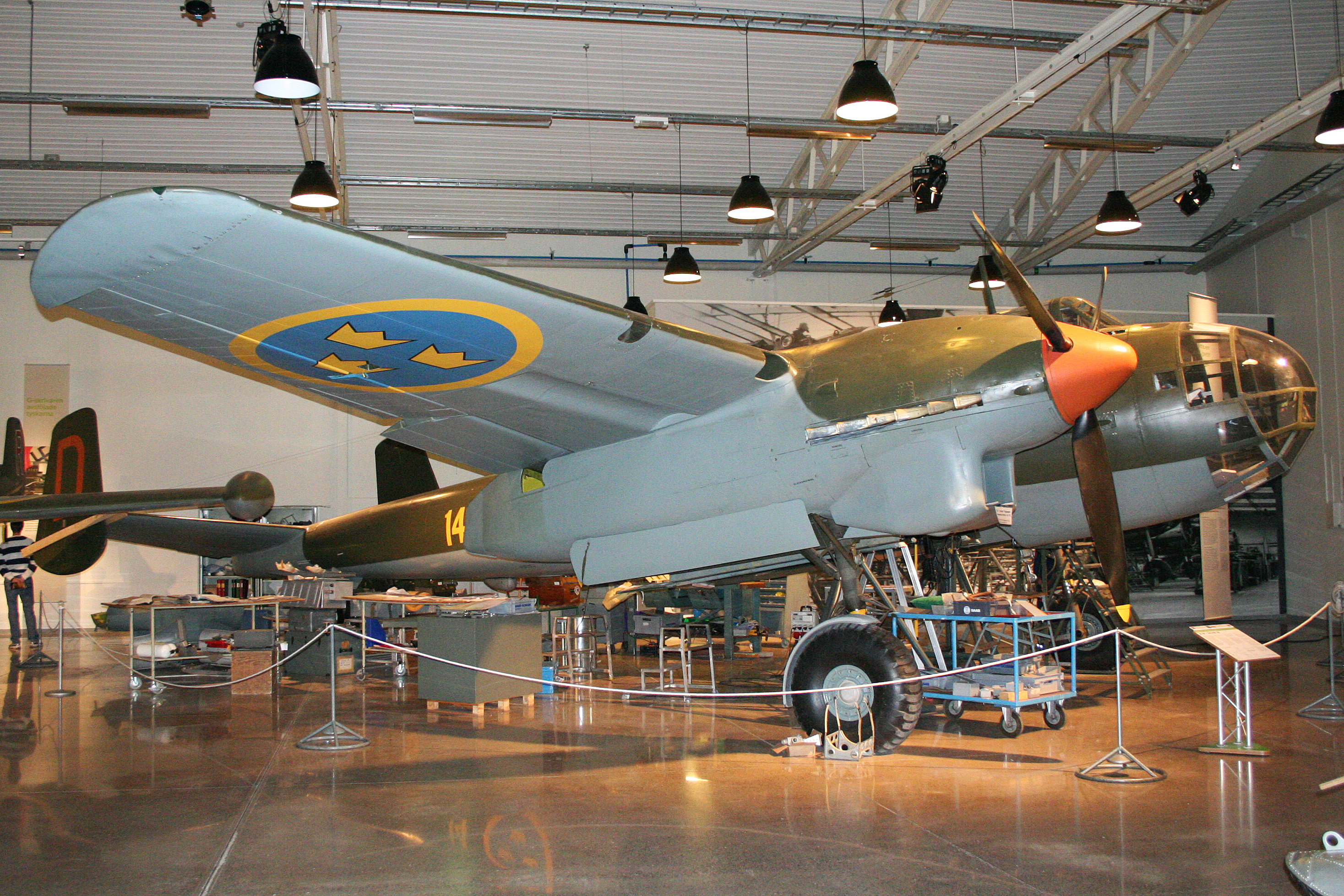
Le Röd David en exposition.

Un seul exemplaire du Saab 18 a survécu : un B 18B, portant le nom de code Röd David (David Rouge). Il fait partie de la collection du Flygvapenmuseum, le musée de l'armée de l'air suédoise près de Linköping en Suède. Il faisait partie d'un groupe de huit avions qui furent perdus dans une tempête de neige en 1946. Le Röd David fut retrouvé et restauré en 1979.

### Crash duRöd Niklas
Un autre avion, du même groupe mentionné ci-dessus qui s'est perdu dans la tempête de neige, n'a jamais été retrouvé. Une nouvelle théorie sur l'endroit où il s'est écrasé a fait surface en raison de nouvelles photos aériennes publiées par des chercheurs suédois en météorologie et climatologie. L'avion possédait le nom de code Röd Niklas (Niklas Rouge) et, selon la théorie, il devrait être bien conservé s'il se trouve sur le lieu de l'accident présumé. L’armée de l’air suédoise a fait part de son intérêt pour retrouver cet appareil, les trois membres de l’équipage n’ayant jamais été retrouvés ni enterrés.

## Variantes

### Variantes opérationnelles
- Saab 18 : le prototype du B 18A, équipé de moteurs SFA STWC-3. Le même prototype fut ensuite reconfiguré avec des moteurs SFA DB 605B en tant que prototype du B 18B.
- B 18A : première version de production, bombardier propulsé par deux moteurs à pistons radiaux SFA STWC-3 Twin Wasp et armés de trois canons automatiques akan m/39A de 13,2 mm, un fixe et deux mobiles pour la défense de l'appareil. Ce modèle compte 62 exemplaires. Le B 18A a rapidement été mis en service avec des pylônes à bombes lui permettant d'effectuer des bombardements en piqué. Tous furent convertis en avions de reconnaissance S 18A en 1946-1947.
- S 18A : il s'agit d'une reconversion du B 18A en appareil de reconnaissance-photo, équipé d'un radar PS-18/A, entre autres modifications.
- B 18B : le B 18B est un bombardier spécialisé dans les attaques en piqué, propulsé par deux moteurs à piston Daimler-Benz DB 605B. Au début, il était armé des trois autocanons utilisés par le B 18A, mais l'un d'eux fut rapidement retiré car que le système défensif inférieur était pratiquement inutile en raison de la visibilité réduite du tireur et de l'angle de tir limité disponible. Le programme suédois de développement de roquettes fut lancé en 1946 et le B 18B était l’un des avions utilisés pour tester ces différents types d'armement. Entre 1949 et 1950, tous les avions sont reconvertis en appareils d'attaque au sol et pouvaient équiper douze roquettes légères ou huit roquettes légères et deux lourdes. Pendant la même période, des sièges éjectables furent rajoutés pour le pilote et le navigateur. Pour cette raison, l'arme défensive du navigateur est retirée. Le canon défensif était devenu obsolète de toute façon en raison de l'ère des avions à réaction. De nombreux avions dotés de sièges éjectables sont également modifiés avec un nouveau pare-brise arrondi. Très tard dans son service, le B 18B est utilisé comme avion de reconnaissance où son rôle était principalement de larguer des fusées éclairantes. Il utilisait le même radar PS-18/A que le S 18A. 119 B 18B furent construits.
- T 18B : version d'attaque au sol (initialement conçu comme un bombardier torpilleur), propulsé par les mêmes moteurs que le B 18B. Il était armé du même canon automatique défensif supérieur que le B 18B mais possédait également deux akan m/41 de 20 mm montés dans le nez. Sa soute à bombes était plus grande car conçue à l’origine pour une torpille, ce qui lui permettait d’emporter une bombe polyvalente de 1 000 kg m/47 de moyenne capacité ou alors un canon automatique de 57 mm akan m/47 avec ses 41 obus en plus de la charge utile du B 18B. Au début de son service, il est également testé avec le missile anti-navire RB 302 qui n’est jamais entré en service. En 1949, il reçoit les mêmes améliorations de sièges éjectables que le B 18B, à ceci près qu'il ne peut équiper que huit roquettes légères. Il est également testé avec deux Bofors 40 mm L70 en remplacement de son canon de 57 mm, mais le recul ayant brisé le verre de la vitre nez lors des tests, l’idée fut vite abandonnée. 52 avions de ce type ont été construits.
- B 18A Dubbelkommando (« Commande double ») : le B 18A Dubbelkommando est une version d'entraînement où le siège du navigateur est retourné afin qu'un instructeur puisse être installé à côté du pilote lors de son entraînement afin de l'assister. La plaque de protection blindée entre les sièges bloque la vue de l'instructeur, mais la conversion était considérée comme rentable, car aucun de ces appareils ne devait être acheté, seulement converti, et ainsi l'avion pouvait facilement être reconverti en appareil de combat si besoin.
- B 18B Dubbelkommando : le B 18B Dubbelkommandosuit le même concept que le B 18A du même nom, mais avec un B 18B.

### Variantes prévues et désignations inutilisées
- ASJA L 11 (P8A) : Premier concept d’ASJA datant d’avril 1939. L'avion possède un train avant et aucun montage de bombe sur les ailes n'était prévu.
- S 18B : À l'origine, le S 18B devait être un avion de reconnaissance, car le B 18A venait juste d'entrer en service. En raison de ses excellentes performances[réf. nécessaire], il a été décidé de le changer de rôle et de transformer le B 18A en avion de reconnaissance.
- À 18B : Désignation inutilisée pour le B 18B lorsqu'il est fut reconverti en avion d'attaque.
- T 18 : Plan original pour le T 18B. Il avait été initialement proposé d'être construit sur la base du B 18A.
- T 18C : Désignation originale prévue pour le T 18B.
- T 18B-1 : Désignation prévue pour les T 18B équipés de torpilles.
- T 18B-2 : Désignation prévue pour les T 18B équipés du canon de 57 mm.
- BJ 18B : Variante de chasseur de nuit armée d'une nacelle de quatre canons automatique de 20 mm akan m/45. Il a également été suggéré de l’équiper de moteurs Double Wasp de 2 000 ch ou de moteurs DB 605B, alimentés avec un carburant à 100 octanes afin d'augmenter le rendement. Encore une fois, tout fut stoppé en raison de la priorité accordée au développement du T 18B.
- J 18C : Autre désignation suggérée pour la version chasseur de nuit.
- B 18R : Variante à réaction suggérée équipée de moteurs à réaction STAL. Le projet est allé assez loin et une cellule fut sélectionnée pour être convertie en prototype en 1945. Toutefois, tout fut rapidement stoppé en raison de la priorité accordée au développement du T 18B.

## Avions similaires
- Dornier Do 17
- Junkers Ju 88
- North American B-25 Mitchell
- Petliakov Pe-2
- Tupolev Tu-2

### Ordre de désignation
Saab B3 - Saab B5 - Saab 17 - Saab 18 - Saab 21 - Saab 29 - Saab 32 - Saab 35 - Saab 37 - Saab 39